# Lokva Rogoznica
Lokva Rogoznica (1931-ig Rogoznica, majd 1991-ig Lokva) falu Horvátországban Split-Dalmácia megyében. Közigazgatásilag Omišhoz tartozik. 

## Fekvése
Splittől légvonalban 28, közúton 32 km-re, községközpontjától 7 km-re délkeletre, az Omiši Dinári-hegység lejtőin és az alatta fekvő szélvédett mélyedésben, Brač szigetével átellenben a tengerpart közelében fekszik. Központja a templommal 260 méteres magasságban található határa azonban a tengerparttól 370 méter magasságba nyúli fel a hegyekbe. Központját a hegyekből leömlő esővíztől a 18. században épített kőfal védi. Településrészei Rogoznica, Gorica, Lokva, Vruja és Dubočaj.

## Története
A település a körülötte fekvő vizes területről (lokva = pocsolya) és a benne nőtt nádasról (rogoz = nád) kapta a nevét. Első lakói az Ugričić nemzetség tagjai 35 fővel és 20 szolgával 1231 körül települtek át Boszniából előbb a Rogoznicához tartozó Goricára, majd a környező településekre. Első írásos említése a latin képzős „Rogosniscenses” alakban Šubić II. György 1315-ös oklevelében történt, melyben a gróf különböző kiváltságokat adományoz az omiši közösség lakóinak. Plébániáját 1495-ben említik először „parochia s. Dominiçe de rogosnica” alakban, tehát alapítása ennél korábban, viszont 1461-nél mindenképpen később történt, hiszen ekkor még nem szerepel a Zane érsek által felsorolt omiši plébániák között. Rogoznica 1475-ben került először török uralom alá, de ez csak átmeneti állapot volt, hiszen 1481-ben ismét velencei uralom alatt találjuk. A török 1498 végén, vagy 1499 elején szállta meg és egészen 1684-ig török uralom alatt maradt. Közben 1571-ben a lepantói csata idején átmenetileg felszabadult, de 1573. március 7-én a velencei katonaság kénytelen volt kivonulni. 1646-ban a kandiai háború idején a környező tengermelléki településekkel együtt újra lerázta a török igát, de a szabadság rövid időszaka csak az év november 22-ig tartott. Végleges felszabadulása csak 1684. április 19-én történt. 1757-ben a vizenyős területet körülkerítették és kis víztározót alakítottak ki, mely állami tulajdonba került. Már a 18. században megkezdődött a lakosság elvándorlása a régi faluból és a hegyen fekvő kisebb telepekről a tenger közelébe. Ez a folyamat a 19. században és főként a 20. században folytatódott. 1857-ben 569, 1910-ben 911 lakosa volt. Első iskolája 1894-ben nyílt meg. 1918-ban az új szerb-horvát-szlovén állam, majd később Jugoszlávia része lett. A háború után a szocialista Jugoszláviához került. 1962-ben kiépült az Adria-parti főút, a mai 8-as számú főútvonal, mely jelentősen fellendítette a turizmust. 1991 óta a független Horvátországhoz tartozik. 2011-ben a településnek 397 lakosa volt, akik főként a turizmusból éltek. 

## Lakosság
| Lakosság változása | Lakosság változása | Lakosság változása | Lakosság változása | Lakosság változása | Lakosság változása | Lakosság változása | Lakosság változása | Lakosság változása | Lakosság változása | Lakosság változása | Lakosság változása | Lakosság változása | Lakosság változása | Lakosság változása | Lakosság változása |
| ------------------ | ------------------ | ------------------ | ------------------ | ------------------ | ------------------ | ------------------ | ------------------ | ------------------ | ------------------ | ------------------ | ------------------ | ------------------ | ------------------ | ------------------ | ------------------ |
| 1857               | 1869               | 1880               | 1890               | 1900               | 1910               | 1921               | 1931               | 1948               | 1953               | 1961               | 1971               | 1981               | 1991               | 2001               | 2011               |
| 569                | 757                | 704                | 763                | 945                | 911                | 1.368              | 1.376              | 472                | 448                | 432                | 378                | 318                | 283                | 392                | 397                |

(1857-ben, 1869-ben, 1921-ben és 1931-ben Pisak, 1869-ben, 1921-ben és 1931-ben Čelina lakosaival együtt. 1948-tól Marušići és Mimice különválásával népessége csökkent.)

## Nevezetességei
- Mária mennybevétele tiszteletére szentelt római katolikus plébániatemploma 1867-ben épült, felszentelése 1900. június 22-én történt. A görög kereszt alaprajzú templomot szépen faragott kövekből építették fel a régi templom helyén, melyet már 1495-ben említenek. Homlokzata nyugatra néz, melyből a kapuzat kissé kiemelkedik tetején kis kőkereszttel. A bejárat felett nagyméretű körablak látható a kórus megvilágítására. A hajó metszéspontjában alacsony, négyszögletes kupola emelkedik. A délkeleti oldalon található az alacsony harangtorony, rajta nagy nyílásokkal. A II. világháborúban megrongálódott templomot 1955-ben hozták helyre. 1962-ben és 1965-ben földrengések okoztak kárt benne. Oltárai a Legszentebb Oltáriszentség, a Nagyboldogasszony, valamint Szent Péter és Pál apostolok tiszteletére vannak szentelve. A főoltárt 1800-ban tengeren szállították ide Cresről egy ottani elpusztult templomból. A Szent Péter és Pál oltár a spliti Bilinić mester munkája a 19. század végéről. A Nagyboldogasszony oltár 1867-ben épült, az oltáron álló szobrot 1885-ben vásárolták.
- Gorica Szent Kozma és Damján vértanúk tiszteletére szentelt temploma[5] a régi temetőben áll. Egyhajós, apszis nélküli épület. A kapu felett látható tábla valószínűleg római kori és egykor sírkő lehetett. A kis harangtornyot egy harang számára készítették. Falai kívül és belül is vakoltak. Az épületen gótikus, reneszánsz és barokk stíluselemek keverednek. Az oltár kő menzája falazott négyszögletes oszlopon nyugszik. A templomot 1461-ben említik először, de ennél valószínűleg sokkal régebbi. Amint azt Corner érsek 1527-ben írja a török nem rombolta le. Felújítása 2004-ben kezdődött. 1972-ben védett kulturális örökséggé nyilvánították.
- A falu feletti 639 méter magas hegycsúcson található a Szent Vid templom.[6] A régi templom helyén építették, melyet 1687-ben nem sokkal a felszabadulás után említ Cosmi érsek, de valószínűleg 15. századi volt. A II. világháborúban, majd az 1962-es földrengésben is megrongálódott. Többször érte villámcsapás is. 1992-ben javították 1998-ban felújították. Ekkor készült a harangtorony, mely egy harang elhelyezésére alkalmas. Szent Vid szobra a felújítás idején a plébánián volt, mára visszatért a felújított templomba.
- A lokva rogoznicai út mentén elhelyezkedő kőből épült lakó- és gazdasági épületet[7] 1818-ban Petar Knežević helyi kovácsmester építette és mivel kőfaragással is foglalkozott domborművekkel díszítette. Az út felőli homlokzatot két sor dombormű díszíti, amelyek eszközöket, fegyvereket, állatokat, keresztény szimbólumokat ábrázolnak. Knežević cégére mellett az „UKLESA ZA SE PETRA VICKA KNEŽEVIĆ MDCCCXVIII.” felirat olvasható. Az épület délkeleti oldalán, ahol korábban kovácsműhely működött, a kocsma bejárata mellett további két dombormű található. A házban a kovácsmester fiának, Josip Knežević festőművésznek két freskója látható.